# Athripsodes varius
Athripsodes varius är en nattsländeart som beskrevs av Douglas E. Kimmins 1959. Athripsodes varius ingår i släktet Athripsodes och familjen långhornssländor. Inga underarter finns listade i Catalogue of Life.